# Anjou
Anjou este o provincie istorică din vestul Franței, situată în cursurile inferioare ale fluviului Loara. Ca suprafață corespunde departamentului modern Maine-et-Loire.

## Istorie
În antichitate a fost populat de tribul galic al Anzilor  (Andes), care după cucerirea Galiei de către Iulius Cezar au fost numiți Andecavi. După sosirea francilor a fost creat Ducatul Anjou.
În anul 1154, contele de Anjou, un vasal al regelui Franței, a ocupat tronul Angliei sub numele de Henric al II-lea, punând astfel bazele dinastiei regale a Plantageneților.
Anjou și-a păstrat independență față de puterea regală până în 1259, când Tratatul de la Paris, la atașat al coroana Franceză. Domeniu privilegiat de la moartea lui Ludovic al VIII-lea, el va fi atașat permanent la Regatul Franței în 1481.
O dată cu crearea departamentelor în 1790 în timpul Revoluției Franceze, fosta provincie de Anjou va fi împărțită între mai multe departamente (Maine-et-Loire, Mayenne, Sarthe, Indre-et-Loire).
Inima Anjou-ului o constituie departamentul Maine-et-Loire, în nord departamentul Mayenne constituie partea meridională a fostei provincii, o altă componentă o reprezintă sudul departamentului Sarthe și, în final partea orientală a Indre-et-Loire

## Personalități din Anjou
- Maria de Anjou - regină a Franței (1404 - 1463)
- Joachim du Bellay - poet și critic literar francez (1522 - 1560)
- Jean Bodin - jurist francez, membru al parlamentului din Paris și profesor de Drept la Toulouse (1530 - 1596)
- Michel Eugene Chevreul - chimist francez (1786 - 1889)
- Léo Delibes - compozitor francez (1836 - 1891)
- Hervé Bazin - prozator francez (1911 - 1996)